# أحمد خليل عبد الجبار
أحمد خليل عبد الجبّار (25 ديسمبر 1921 - 30 سبتمبر 2012) دبلوماسي وشاعر سعودي. ولد في مكة. حصل على شهادة الإجازة في الآداب من الجامعة الأميركية في بيروت عام 1943، ثم الماجستير في العلوم السياسيّة من جامعة جورج تاون في الولايات المتحدة عام 1953. عمل سكرتيرًا في الديوان الملكي، ثمّ سكرتيرًا أول فمستشارًا في سفارة السعودية في واشنطن العاصمة. ثم سفيرًا للمملكة في عدد من العواصم الآسيوية والأوربية، ثمّ رئيسًا لوفد المملكة المشارك في اجتماعات الجمعية العامة للأمم المتحدة في‌ نيويورك. ثم مشاركًا في اجتماعات الأمم المتحدة في جنيف. نشر شعره باللغتين العربية والإنجليزية وترجم إلى الفرنسية والإيطالية. توفي في العاصمة السويسرية، برن، عن عمر يناهز 95 عاما ودفن بها.

## سيرته
ولد أحمد بن خليل بن عبد الجبار في 25 ربيع الآخر 1340 هـ/ 25 ديسمبر 1921 أو يقال 1335 هـ في مكة ونشأ بها. حصل على ليسانس في الآداب من الجامعة الأميركية في بيروت عام 1943، وماجستير في العلوم السياسية من جامعة جورج تاون بالولايات المتحدة 1953.

عمل سكرتيرًا في الديوان الملكي، وسكرتيرًا أول ثم مستشارًا في سفارة الممكة بواشنطن، فمساعدًا لرئيس ديوان مجلس الوزراء للشؤون السياسية، فسفيرًا لدى اليابان والصين. ثم عين سفيرًا لدى ألمانيا الفيدرالية‌، ثم سفيرًا بوزارة الخارجية فسفيرًا لدى إيطاليا ثم سفيرًا ومندوبًا دائمًا للمملكة لدى مقر الأمم المتحدة في جنيف. ثم عضوًا فرئيسًا لوفد المملكة المشارك في اجتماعات الجمعية العامة للأمم المتحدة في نيويورك. ومنذ عام 1980 شارك في في‌ اجتماعات الأمم المتحدة في جنيف.

نشر بعض شعره باللغتين العربية والإنجليزية وترجم إلى الفرنسية والألمانية والإيطالية. 

توفي أحمد خليل عبد الجبار في 30 سبتمبر 2012/ 15 ذي القعدة 1433 في العاصمة السويسرية، برن، عن عمر يناهز 95 عاما، وتمت الصلاة عليه ودفنه فيها بجانب قبر زوجته أنعام فرعون وهي شقيقة رشاد فرعون.

## جوائز وأوسمة
- 1952، ميدالية‌ جورج الأول من ملك اليونان
- 1973، وسام من رئيس إيطاليا
- 1973، وسام الملك عبد العزيز من الدرجة الممتازة
- 1974، ميدالية جامبوجت الذهبية
- 1975، جائزة مجلة Who's who العالمية للشعر
- 1982، جائزة كازينتينو للشعر	[2]

## مؤلفاته
له :
- من عبير الصحراء، مجموعة شعرية، 1990